# Пилиповичи (Киевская область)
Пилипо́вичи (укр. Пилипо́вичі) — село в Бучанском районе Киевской области Украины.

## География
Через село протекает река Бучка, приток Здвижа. Село занимает площадь 27 км².
Рядом с селом проходит железная дорога и находится платформа Макийчуково.

## История
На картах середины XIX века село обозначено под названием Филиповичи, однако в метрических книгах сельской Свято-Димитриевской церкви примерно с начала 1880-х годов использовалось название Пилиповичи.

## Население
Население по переписи 2001 года составляло 1387 человек.

## Местный совет
Пилиповичи — административный центр сельского совета.
Голова села — Кравчун Олег Степанович.
Адрес местного совета: 07840, Киевская обл., Бородянский р-н, с. Пилиповичи, ул. Привокзальная, д. 8.